# كويا كازاما
كويا كازاما (باليابانية: 風間 宏矢) (مواليد 16 أبريل 1993)، هو لاعب كرة قدم ياباني سابق كان يلعب كلاعب وسط.

## وصلات خارجية
- كويا كازاما على موقع رابطة كرة القدم اليابانية للمحترفين (اليابانية)
- كويا كازاما على موقع قاعدة بيانات كرة القدم.إي يو (الإنجليزية)
- كويا كازاما على موقع Soccerway.com (الإنجليزية)
- كويا كازاما على موقع عالم كرة القدم.نت (الإنجليزية)
- كويا كازاما على موقع كووورة